# Дьюма-Ки
«Дьюма-Ки» (англ. Duma Key) — роман американского писателя Стивена Кинга в жанре научной фантастики с элементами ужасов. Был опубликован 22 января 2008 года.

## Сюжет
Богатый строительный подрядчик из Миннесоты Эдгар Фримантл попадает в страшную аварию на стройплощадке — в его автомобиль врезается башенный кран; в итоге он теряет правую руку и получает травму правой ноги и тяжёлую травму головы, из-за которой его речь, зрение и память ухудшились. Во время долгого выздоровления Эдгара посещают мысли о самоубийстве и резкие перепады настроения, побуждающие его жену Памелу подать на развод после 25 лет брака.
По совету своего психолога (доктора Ксандера Кеймена) о смене обстановки, Эдгар переезжает на юг, где снимает особняк «Розовая громада» на берегу острова Дьюма-Ки (англ. Duma Key), расположенного недалеко от Флорида-Кис; Кеймен также советует Фримантлу в качестве восстановительного средства возродить своё прежнее хобби — рисовать картины в стиле примитивизма. Эдгар нанимает студента местного колледжа Джона Кантори в качестве личного помощника на неполный рабочий день. Вскоре после этого Фримантл знакомится и заводит дружбу с двумя другими постоянными жителями острова — 80-летней Элизабет Истлейк (страдающей болезнью Альцгеймера), семейный фонд которой владеет большей частью Дьюма-Ки, и её помощником Джеромом Уайрманом, который когда-то был одарённым адвокатом в Омахе, но трагическая гибель жены и дочери привела его к попытке самоубийства при помощи пистолета; в итоге Уайрман выжил, но пуля застряла в его черепе, не задев мозг, а он сам ослеп на один глаз.
Эдгар постепенно с головой погружается в рисование — он творит с бешеной энергией, иногда впадая в полубессознательный туман; его картины отражают психологические видения, раскрывающие адюльтер его бывшей жены, суицидальные наклонности его друга Томаса Райли в Миннесоте и мимолётную помолвку его младшей дочери Илзе. Позже Фримантл использует свои новообретённые художественные способности, чтобы манипулировать внешним миром, исцелив Уайрмана и задушив маньяка-детоубийцу в тюремной камере. Во время визита Илзе на Дьюма-Ки отец и дочь отправляются в заброшенную часть острова, где цвета кажутся неестественно яркими, но при подъезде к ней Илзе становится плохо. После отъезда Илзе Элизабет по телефону предупреждает Эдгара, что Дьюма-Ки «никогда не была удачным местом для дочерей» и что его картины следует продавать только определённым покупателям, чтобы их потусторонняя сила не стала слишком опасной.
От Элизабет Эдгар узнаёт, что в «Розовой громаде» жили многие успешные художники (в том числе Сальвадор Дали), что в детстве она сама была художником, и что сам Эдгар и Уайрман проявляют ярко выраженные экстрасенсорные таланты. Картины Фримантла становятся всё более яркими и вызывающими тревогу, особенно серия картин с кораблём и девочкой в лодке; при этом в каждой последующей картине корабль приближается к берегу. Здоровье Элизабет ухудшается; во время очередного приступа она спрашивает Эдгара, начал ли он уже рисовать корабль.
Картины Фримантла пользуются большим признанием. Он устраивает в Сарасоте художественную выставку и сопровождающую её лекцию, завоёвывая аудиторию преданных поклонников (включая своих родных и близких людей) и продав на ней сразу несколько картин. Элизабет Истлейк также появляется на выставке, но увидев серию картин Эдгара с кораблём и девочкой, она бурно реагирует, упоминая своих давно погибших сестёр, после чего с ней случается инсульт и она умирает в больнице. Фримантл замечает в своей серии картин ранее невидимые им детали — гниющие паруса корабля, его название («Персе»), детские игрушки на его палубе, и кричащие лица в воде.
Далее временные линии повествования переплетаются, поскольку кошмар Эдгара Фримантла, происходящий в наши дни, параллелен трагедии семьи Истлейк в 1927 году. Маленькая Элизабет, получившая травму головы в результате аварии с конным экипажем, обращается к рисованию в качестве средства восстановления сил; злой дух Персе всё это время общается с Элизабет в её сознании или иногда через её тряпичную куклу, наполняя её знаниями, способностями, изменяющими реальность, и постепенным проникновением зловещих побуждений. Элизабет направляет своего отца к куче корабельных обломков на мелководье, где тот находит фарфоровую статуэтку. Картины девочки становятся всё более чуждыми и злобными, пока, движимая страхом, она не восстаёт против Персе, вызывая её гнев. В качестве акта возмездия Персе заманивает в океан сестер-близнецов Элизабет, где те погибают. Только няня Элизабет, Мельда, предпринимает непосредственные действия — когда утонувшие девочки выходят на берег, она удерживает их при помощи своих серебряных украшений, пока Элизабет нейтрализует статуэтку Персе.
Эдгар сталкивается с похожими потусторонними опасностями, разгадывая тайну Элизабет Истлейк; вернувшись домой, он обнаруживает на чистом холсте по-детски написанную надпись: «Где наша сестра?». Затем Эдгар с ужасом обнаруживает, что те, у кого находятся его картины, в смертельной опасности и он убеждает своих близких сжечь их, но с опозданием — доктор Ксандер Кеймен умирает от внезапного сердечного приступа, Томас Райли (друг Эдгара) покончил с собой (направив свой автомобиль в стену), а искусствовед Мэри Айр убивает его младшую дочь Илзе (оглушив и утопив в ванне) и тоже кончает жизнь самоубийством (при помощи пистолета). Эдгар, Джон и Уайрман пытаются раскрыть секрет Персе и затем изгнать её, при этом им всячески мешают призрачные пассажиры корабля. Пробившись на заброшенную часть Дьюма-Ки к первому полуразрушенному поместью Истлейков, они находят там статуэтку Персе и помещают её в двойной непроницаемый контейнер, заполненный пресной водой. Затем Фримантл и Уайрман летят в Миннесоту, где они опускают статуэтку в самое глубокое место озера Фален.
Уайрман решает переехать в Тамасунчале (Мексика) и открыть там гостиничный бизнес; на прощание он просит Фримантла присоединиться к нему, когда он будет готов. Но всего через 2 месяца, прежде чем Эдгар всё же решился поехать в Мексику, Уайрман умирает от сердечного приступа на тамошнем рынке под открытым небом.
В финале романа Эдгар Фримантл приступает к своей последней картине — мощный тропический шторм разрушает остров Дьюма-Ки.

## Персонажи
- Эдгар Фримантл — главный герой романа, повествование ведётся от его лица. Бывший строительный подрядчик, потерявший руку в аварии на стройке. Бывший муж Памелы, отец Илзе и Мелинды. За время пребывания на Дьюма-Ки раскрыл талант художника-примитивиста и одержал победу над Персе.
- Джером Уайрман — сосед и друг Эдгара Фримантла, проживающий в «El Palacio de Asesinos». Бывший адвокат из Омахи, переехавший на Дьюма-Ки после гибели жены и дочери, увольнения с работы и попытки самоубийства. Был исцелён Эдгаром (нарисовав портрет Уайрмана с пулей в голове, он затем закрасил её).
- Элизабет Истлейк — 80-летняя женщина, находящаяся под присмотром Джерома Уайрмана. Богатая наследница, бывшая меценатка, страдает болезнью Альцгеймера. Призывает Эдгара и Уайрмана сразиться с духом Персе, пребывающем на Дьюма-Ки.
- Джон (Джек) Кантори — помощник и друг Эдгарда Фримантла, студент колледжа. Вместе с Эдгаром и Уайрманом принимает участие в схватке с Персе.
- Памела (Пэм) Фримантл — бывшая жена Эдгара Фримантла, мать Илзе и Мелинды. После развода с мужем заводит несколько любовных романов, но постепенно мирится с Эдгаром; после гибели Илзе их отношения снова становятся натянутыми.
- Илзе Фримантл — младшая дочь Эдгара Фримантла. Единственный человек Эдгара из его «другой жизни», который остаётся рядом с ним и которого он любит больше всего на свете. Погибает от рук искусствоведа Мэри Айр, сошедшей с ума от воздействия Персе.
- Мелинда Фримантл — старшая дочь Эдгара Фримантла. Живёт в Париже.
- Ксандер Кеймен — доктор, психолог Эдгара Фримантла.
- Мельда — няня Элизабет Истлейк и экономка семьи Истлейков в 1920-х годах. Первой обнаружила способности Элизабет к рисованию и первой узнала о Персе. Работала вместе с Элизабет, чтобы победить Персе — отвлекала ее внимание, пока Элизабет погружала статуэтку Персе в резервуар с пресной водой. Была убита отцом Элизабет после того, как Персе обманом заставила его поверить, что Мельда причиняет вред его детям. Её наследие впоследствии помогло Эдгару, Уайрману и Джону обнаружить уязвимость Персе перед серебром и пресной водой.
- Персе — злой дух острова Дьюма-Ки. Общалась с маленькой Элизабет Истлейк, чтобы вернуться на землю из океана, прежде чем оказаться в резервуаре с пресной водой (в ней она теряла силу) до событий романа. Она командует кораблём проклятых душ, в ней есть что-то нечеловеческое и что-то отчётливо женственное. Появляется в виде фарфоровой статуэтки. В финале романа её снова погружают в сон. Её полное имя (Персефона), описание и роль в романе в целом были созданы под влиянием одноимённой греческой богини-Королевы подземного мира и заимствованы у неё.

## Название
Название выдуманного острова «Duma Key», согласно автору, правильно произносится «Дума Ки».

## Критика
- Критический приём романа был в целом положительным с некоторыми негативными отзывами, которые не перевесили положительные, что было отмечено газетой «USA Today»; Кинг в этой статье заявил, что виной всему побочный результат: «много современных обозревателей росли, читая мою художественную литературу. Большинство старых критиков, прочитавших всё, что я написал, либо мертвы, либо на пенсии»[3].
- Газета «New York Times» напечатала довольно положительный обзор от Джанет Маслин (американская журналистка, наиболее известная как литературный критик), которая назвала роман «откровенным и обоснованным» и высоко оценила краткость и образы персонажей, а также бешеный темп последней трети книги и в то же время меньшую долю энтузиазма.
- Положительный обзор Марка Ранера был опубликован в «Seattle Times», который раскритиковал роман за неоригинальность и слишком длинные описания, но в конечном счёте похвалил характеры персонажей и наводящую ужас атмосферу романа[4].
- Ричард Рейнер в обзоре, опубликованном в «Los Angeles Times», назвал роман «красивой, страшной идеей» и хвалил его за опущенных на землю персонажей. Однако в то же время восхищался стилем написания: «Он [Кинг], пишет как всегда с энергией и драйвом, остроумием и изяществом, для которого критики часто не в состоянии оказать ему честь», критикует его за потерю своей оригинальности и правдоподобности к выводам, заявив, что «жуткая, и во многом, страшная внутренняя история первых двух третей, несколько рассеивается, когда демон моря со звоном приходит из океана».
- Обзор в газете «Boston Globe», написанный Эрикой Нунэн, назвал роман «Добро пожаловать назад» к стилю лучших романов Кинга[5].